# テトラクロロアルミン酸リチウム
テトラクロロアルミン酸リチウム(Lithium tetrachloroaluminate, LAC)は、リチウムのテトラクロロアルミン酸塩で、化学式LiAlCl4の無機化合物である。
テトラクロロアルミン酸リチウムの塩化チオニル溶液は、塩化チオニルリチウム電池等のリチウム電池の液体陰極及び電解質となる。また他の陰極-電解質に、テトラクロロアルミン酸リチウム＋塩化チオニル＋二酸化硫黄＋臭素がある。
リチウム電池の電解質として使われるその他の塩に、臭化リチウム、過塩素酸リチウム、テトラフルオロホウ酸リチウム、ヘキサフルオロリン酸リチウム等があり、あまり一般的でないものには、塩化リチウム、ヨウ化リチウム、塩素酸リチウム、硝酸リチウム、ヘキサフルオロヒ酸リチウム、ヘキサフルオロケイ酸リチウム、ビス(トリフルオロメタンスルホニル)イミドリチウム、トリフルオロメタンスルホン酸リチウム等がある。